# Klementin
Klementin (Citrus × aurantium) er en sort af mandarinen, oprindeligt fremavlet af den franske præst Père Clément i år 1894. Klementiner er oftest helt uden kerner.

## Beskrivelse
De fleste klementinsorter er kernefri, men visse sorter kan indeholde kerner.
Klementinen er væsentligt større end de andre typer af mandariner.
Den er en hybrid mellem appelsin og mandarin og er derfor steril. Den danner små, saftige citrusfrugter med syrlig-sød smag. Frugten har et højt indhold af C-vitamin.

## Anvendelse
Klementiner er en populær spise, især omkring juletid. De anvendes også som dessertfrugt.